# FIFA Development Award
Der FIFA Development Award (deutsch: FIFA Entwicklungspreis) ist ein Preis, den der Fußball-Weltverband FIFA anlässlich außergewöhnlicher Anstrengungen in der Entwicklung des Fußballsports vergibt.

## Preisträger
| Jahr | Gewinner            | Begründung |
| ---- | ------------------- | --- |
| 2008 | Palästina           | In Anerkennung der Palästinensischen Autonomiebehörde, die die schwierige Aufgabe bewältigte, das Faisal Al-Husseini International Stadium zu renovieren und so ein Nationalstadion zu schaffen, das den FIFA-Standards genügt. Damit wurde die Berechtigung erlangt, dass Palästina ein Länderspiel auf eigenem Grund und Boden durchführt. |
| 2009 | Volksrepublik China | In Anerkennung des chinesischen Fußballverbandes, der erfolgreich ein Programm initiierte, das eine Million junger Chinesen den Fußball nahebringt. Dadurch werden Fußballer der neuen Generation gefördert. |